# .tt
.tt – domena internetowa przypisana do Trynidadu i Tobago. Została utworzona 3 września 1991. Zarządza nią University of the West Indies.